# العلاقات الألبانية الليبية
العلاقات الألبانية الليبية هي العلاقات الثنائية التي تجمع بين ألبانيا وليبيا.

## مقارنة بين البلدين
هذه مقارنة عامة ومرجعية للدولتين:
| وجه المقارنة                                              | ألبانيا                                                    | ليبيا                                       |
| --------------------------------------------------------- | ---------------------------------------------------------- | ------------------------------------------- |
| المساحة (كم2)                                             | 28.75 ألف                                                  | 1.76 مليون                                  |
| عدد السكان (نسمة)                                         | 3.02 مليون                                                 | 6.37 مليون                                  |
| الكثافة السكانية (ن./كم²)                                 | 105.04                                                     | 3.62                                        |
| العاصمة                                                   | تيرانا                                                     | طرابلس                                      |
| اللغة الرسمية                                             | اللغة الألبانية                                            | اللغة العربية، اللغة العربية الفصحى الحديثة |
| العملة                                                    | ليك ألباني                                                 | دينار ليبي                                  |
| الناتج المحلي الإجمالي (بليون دولار)                      | 13.04 مليار                                                | 50.98 مليار                                 |
| الناتج المحلي الإجمالي (تعادل القوة الشرائية) بليون دولار | 33.17 مليار                                                | 69.32 مليار                                 |
| الناتج المحلي الإجمالي الاسمي للفرد دولار أمريكي          | 3.94 ألف                                                   |                                             |
| الناتج المحلي الإجمالي للفرد دولار أمريكي                 | 11.11 ألف                                                  | 15.60 ألف                                   |
| مؤشر التنمية البشرية                                      | 0.764                                                      | 0.724                                       |
| رمز المكالمات الدولي                                      | +355                                                       | +218                                        |
| رمز الإنترنت                                              | .al                                                        | .ly                                         |
| المنطقة الزمنية                                           | توقيت وسط أوروبا، ت ع م+01:00، ت ع م+02:00، أوروبا/تيرانا ‏ | ت ع م+02:00، توقيت شرق أوروبا               |

## منظمات دولية مشتركة
يشترك البلدان في عضوية مجموعة من المنظمات الدولية، منها:

### مدن توأمة
| علم المنظمة | اسم المنظمة                        | تاريخ انضمام ألبانيا | تاريخ انضمام ليبيا |
| ----------- | ---------------------------------- | -------------------- | ------------------ |
|             | الاتحاد البريدي العالمي            | ?                    | ?                  |
|             | مؤسسة التنمية الدولية              | 15 أكتوبر 1991       | 1 أغسطس 1961       |
|             | منظمة حظر الأسلحة الكيميائية       | ?                    | ?                  |
|             | الأمم المتحدة                      | 14 ديسمبر 1955       | 14 ديسمبر 1955     |
|             | وكالة ضمان الاستثمار متعدد الأطراف | 15 أكتوبر 1991       | 5 أبريل 1993       |
|             | منظمة الشرطة الجنائية الدولية      | ?                    | ?                  |
|             | مؤسسة التمويل الدولية              | 15 أكتوبر 1991       | 18 سبتمبر 1958     |
|             | الاتحاد الدولي للاتصالات           | 2 يونيو 1922         | 3 فبراير 1953      |
|             | البنك الدولي للإنشاء والتعمير      | 15 أكتوبر 1991       | 17 سبتمبر 1958     |
|             | منظمة التعاون الإسلامي             | ?                    | ?                  |
|             | يونسكو                             | 16 أكتوبر 1958       | 27 يونيو 1953      |

## وصلات خارجية
- موقع وزارة الخارجية الألبانية
- موقع وزارة الخارجية الليبية